# Лойверик, Рут
Рут Лойверик (нем. Ruth Leuwerik; 23 апреля 1924, Эссен — 12 января 2016, Мюнхен) — немецкая актриса. Звезда немецкого кино 1950-х годов.

## Биография
Училась в лицеях Эссена и Мюнстера, работала стенографисткой и брала частные уроки актёрского мастерства. Первые предложения работы поступили из Вестфальского земельного театра в Падеборне и Городского театра в Мюнстере. В 1947—1949 годах Лойверик играла в Бременском и Любекском театрах, в 1949—1953 годах — в Немецком драматическом театре в Гамбурге.
Дебют в кино состоялся в 1950 году во второстепенной роли в комедии «Тринадцать под одной шляпой». Лойверик познакомилась с Дитером Борше, и тот помог ей получить главную роль в комедии с его участием «Отцу нужна женщина». Окрылённые успехом фильма Лойверик и Борше снялись вместе в фильме «Большое искушение». Последующие совместные киноработы сделали их одним из наиболее узнаваемых кинодуэтов в немецком кинематографе 1950-х годов наряду с Соней Циман и Рудольфом Праком и Марией Шелл и Отто Вильгельмом Фишером.
Переломным для актрисы стал 1953 год, когда она снялась сразу в четырёх фильмах: мелодраме «Сердце играет фальшиво» с участием Отто Вильгельма Фишера, комедии «Неужели нужно сразу разводиться?», экранизации романа Томаса Манна «Королевское высочество» и семейной саги «Любимая жизнь». С этого времени актриса стала часто сниматься в костюмированных фильмах, например, в фильме «Людвиг II: Блеск и падение короля». Ей также часто предлагали роли в адаптации литературных произведений, например, главную роль в «Розах осенью» («Эффи Брист» по Теодору Фонтане) и заглавную роль в «Доротее Ангерман» по одноимённой пьесе Герхарта Гауптмана.
В начале 1960-х годов её популярность пошла на убыль. После экранизации «Рыжей» Хельмута Койтнера и «Дома в Монтевидео» Рут Лойверик в 1963 году бросила кинематограф, но время от времени снималась на телевидении.
В 1949 году вышла замуж за актёра Герберта Флайшмана, в 1965—1967 году состояла в браке с певцом Дитрихом Фишером-Дискау. В последние годы жизни актриса уединённо проживала с третьим супругом, врачом-окулистом Хайнцем Пурпером в Мюнхене.
Похоронена на Нимфенбургском кладбище.

## Фильмография
| - 1950: Тринадцать под одной крышей — Dreizehn unter einem Hut - 1952: Отцу нужна женщина — Vater braucht eine Frau - 1952: Большое искушение — Die große Versuchung - 1953: Сердце играет фальшиво — Ein Herz spielt falsch - 1953: Любимая жизнь — Geliebtes Leben - 1953: Неужели нужно сразу разводиться? — Muß man sich gleich scheiden lassen? - 1953: Королевское высочество — Königliche Hoheit - 1954: Портрет незнакомки — Bildnis einer Unbekannten - 1954: Geliebte Feindin - 1955: Людвиг II: Блеск и падение короля — Ludwig II. — Glanz und Elend eines Königs - 1955: Розы осенью — Rosen im Herbst - 1956: Золотой мост — Die Goldene Brücke - 1956: Die Trapp-Familie - 1957: Королева Луиза — Königin Luise - 1957: Auf Wiedersehen, Franziska! - 1957: Immer wenn der Tag beginnt | - 1958: Die Trapp-Familie in Amerika - 1958: Доротея Ангерман — Dorothea Angermann - 1958: Тайга — Taiga - 1959: Die ideale Frau - 1959: Ein Tag, der nie zu Ende geht - 1960: Auf Engel schießt man nicht - 1960: Liebling der Götter - 1960: Eine Frau fürs ganze Leben - 1961: Die Stunde, die du glücklich bist - 1962: Рыжая — Die Rote - 1963: Elf Jahre und ein Tag - 1963: Ein Alibi zerbricht - 1963: Дом в Монтевидео — Das Haus in Montevideo - 1970: Und Jimmy ging zum Regenbogen - 1976: Unordnung und frühes Leid |

## Телевидение
- 1963: Гедда Габлер — Hedda Gabler
- 1965: Ниночка — Ninotschka
- 1970: Das weite Land
- 1974: Der Kommissar — Der Segelbootmord
- 1976: Meine beste Freundin
- 1978: Деррик — Ein Hinterhalt
- 1979: Будденброки — Die Buddenbrooks
- 1980: Kaninchen im Hut und andere Geschichten mit Martin Held
- 1983: Деррик — Der Täter schickte Blumen